# ASP.NET MVC Framework
ASP.NET MVC Framework — фреймворк для створення вебзастосунків, який реалізує шаблон Model-view-controller. Цей фреймворк доданий Microsoft в ASP.NET.
У квітні 2009 року, вихідний код ASP.NET MVC був опублікований під ліцензією Microsoft Public License (MS-PL).27 березня 2012 ліцензія була змінена на Apache License 2.0

## Історія версій
| Дата       | Версія                            | Помітки                                                                                                 |
| ---------- | --------------------------------- | --- |
| 2007-12-10 | ASP.NET MVC Framework             | запущений у межах програми Community Technology Preview                                                 |
| 2008-03-05 | ASP.NET MVC Preview 2             | випущений                                                                                               |
| 2008-05-01 | ASP.NET MVC Preview 3             | випущений                                                                                               |
| 2008-07-16 | ASP.NET MVC Preview 4             | випущений                                                                                               |
| 2008-08-28 | ASP.NET MVC Preview 5             | випущений                                                                                               |
| 2008-10-16 | ASP.NET MVC Beta                  | випущений                                                                                               |
| 2009-01-27 | ASP.NET MVC RC                    | випущений                                                                                               |
| 2009-03-03 | ASP.NET MVC RC2                   | випущений                                                                                               |
| 2009-03-17 | ASP.NET MVC 1.0                   | випущений                                                                                               |
| 2009-07-31 | ASP.NET MVC 2.0 Preview 1         | випущений                                                                                               |
| 2009-11-17 | ASP.NET MVC 2.0 Beta              | випущений (сумісний з VS2008SP1, але не з VS2010Beta/RC [Архівовано 23 червня 2011 у Wayback Machine.]) |
| 2009-12-17 | ASP.NET MVC 2.0 RC                | випущений (сумісний з VS2008SP1, але не з VS2010Beta/RC [Архівовано 11 червня 2011 у Wayback Machine.]) |
| 2010-02-05 | ASP.NET MVC 2.0 RC2               | випущений (сумісний з VS2008SP1, але не з VS2010Beta/RC [Архівовано 11 червня 2011 у Wayback Machine.]) |
| 2010-03-10 | ASP.NET MVC 2.0 RTM               | випущений                                                                                               |
| 2010-07-27 | ASP.NET MVC 3.0 Preview 1         | випущений                                                                                               |
| 2010-10-06 | ASP.NET MVC 3.0 Beta              | випущений                                                                                               |
| 2010-11-10 | ASP.NET MVC 3.0 Release Candidate | випущений (підтримка Razor IntelliSense)                                                                |
| 2010-12-13 | ASP.NET MVC 3.0 RC2               | випущений                                                                                               |
| 2011-01-12 | ASP.NET MVC 3.0 RTM               | випущений                                                                                               |
| 2011-01-12 | ASP.NET MVC 4.0 Developer Preview | випущений                                                                                               |

## Помітки
1. ↑  Scott Guthrie. ASP.NET MVC 1.0 Source Released. Архів оригіналу за 26 березня 2012. Процитовано 2 квітня 2009.
2. ↑  ASP.NET MVC Preview 4 Released — Shiju Varghese's Blog. Retrieved from http://weblogs.asp.net/shijuvarghese/archive/2008/07/16/asp-net-mvc-preview-4-released.aspx [Архівовано 27 травня 2009 у Wayback Machine.]
3. ↑  ASP.NET MVC CodePlex Preview 5 Release Notes. Retrieved from http://www.codeplex.com/Release/ProjectReleases.aspx?ProjectName=aspnet&ReleaseId=16775 [Архівовано 27 вересня 2011 у Wayback Machine.].
4. ↑  Microsoft Download Center[недоступне посилання з грудня 2019]
5. ↑  http://go.microsoft.com/fwlink/?LinkID=141184&clcid=0x409
6. ↑  Microsoft Download Center[недоступне посилання з грудня 2019]
7. ↑  Download details: ASP.NET MVC 1.0. Архів оригіналу за 30 травня 2012. Процитовано 25 червня 2011.
8. ↑  Microsoft Download Center[недоступне посилання з грудня 2019]
9. ↑  [http://go.microsoft.com/fwlink/?LinkID=157068%5Bнедоступне+посилання%5D Download details: ASP.NET MVC 2 Beta
10. ↑  [http://www.microsoft.com/downloads/details.aspx?FamilyID=3b537c55-0948-4e6a-bf8c-aa1a78878da0&displaylang=en [Архівовано 30 серпня 2010 у Wayback Machine.] Download details: ASP.NET MVC 2 RC
11. ↑  [http://go.microsoft.com/fwlink/?LinkID=157071%5Bнедоступне+посилання%5D Download details: ASP.NET MVC 2 RC
12. ↑  Download details: ASP.NET MVC 2 RTM. Архів оригіналу за 5 вересня 2010. Процитовано 25 червня 2011.
13. ↑  Download details: ASP.NET MVC 3 Preview 1. Архів оригіналу за 31 серпня 2010. Процитовано 25 червня 2011.
14. ↑  Download details: ASP.NET MVC 3 Beta. Архів оригіналу за 17 листопада 2010. Процитовано 25 червня 2011.
15. ↑  Download details: ASP.NET MVC 3 Release Candidate. Архів оригіналу за 30 квітня 2011. Процитовано 25 червня 2011.
16. ↑  Download details: ASP.NET MVC 3 RC2. Архів оригіналу за 25 грудня 2010. Процитовано 25 червня 2011.
17. ↑  Download details: ASP.NET MVC 3 RTM. Архів оригіналу за 4 червня 2011. Процитовано 25 червня 2011.
18. ↑  Download details: ASP.NET MVC 4.0 Developer Preview. Архів оригіналу за 19 червня 2012. Процитовано 8 жовтня 2011.